# Midnight Club 3: DUB Edition
Midnight Club 3: DUB Edition is een racespel ontwikkeld en uitgegeven door Rockstar Games. Het spel is het derde deel uit de Midnight Club-serie en is net als vorige spellen een racespel wat zich vooral richt op de snelheid, in plaats van realisme.

## Gameplay
In het spel zijn vijf soorten races te vinden. In de Ordered Race moet de speler tegen andere spelers racen en tegelijkertijd ook door de aangegeven checkpoints rijden.
in Circuit Race moet je een aantal ronden rijded en tegen andere speler opnemen.
In de Unordered Race moet de speler ook door checkpoints racen, maar deze staan nu echter niet op volgorde. De speler moet zo snel mogelijk door alle checkpoints rijden om zo te winnen.
In de Autocross Race zijn er geen voetgangers, andere voertuigen en politie aanwezig. De straat is echter wel geblokkeerd door obstakels, waardoor een parcours ontstaat. De speler moet zo snel mogelijk de finish bereiken.
Het Track event is gelijk aan bovenstaande race, alleen moet de speler het nu tegen andere spelers opnemen in plaats van de klok.
Als laatste kan de speler zelf een aangepaste race maken, waarin ook de omstandigheden op het gebied van weer en verkeer instelbaar zijn.

### Multiplayer
Het spel bevat een online multiplayer-modus, waarin de speler online tegen anderen kan spelen. De aangepaste races kunnen ook online worden gebruikt.

## Midnight Club 3: DUB Edition REMIX
Midnight Club 3: DUB Edition REMIX is een update van Midnight Club 3: DUB Edition.
De REMIX versie kwam uit op 12 maart 2006 er is geen PSP versie.
- Er wordt een extra stad toegevoegd (Tokio: uit Midnight Club II)
- 24 nieuwe voertuigen
- Nieuwe Muziek
- Meer Races

Daarnaast moet een speler die het origineel heeft gespeeld niet opnieuw te beginnen in REMIX.

## Ontvangst
| Beoordeeld door | Platform      | Datum            | Score |
| --------------- | ------------- | ---------------- | ----- |
| Gaming Target   | PlayStation 2 | 16 juni 2005     | 90%   |
| PlayDevil       | Xbox          | 19 juli 2005     | 90%   |
| X-Power         | Xbox          | 11 juli 2005     | 90%   |
| GameSpy         | PSP           | 30 juni 2005     | 90%   |
| PSX Extreme     | PlayStation 2 | 29 juli 2005     | 87%   |
| PSX Extreme     | PSP           | 19 juli 2005     | 84%   |
| GameZone        | PSP           | 6 juli 2005      | 80%   |
| IGN             | PSP           | 28 juni 2005     | 71%   |
| Portable Review | PSP           | 22 april 2005    | 68%   |
| Jeuxvideo.com   | PSP           | 6 september 2005 | 60%   |